# ۱۶ اسفند
۱۶ اسفند سیصد و پنجاه و دومین روز سال در گاه‌شماری خورشیدی است. به پایان سال ۱۳ روز (۱۴ روز در سال کبیسه) باقی‌است.

## رویدادها
- ۱۳۳۷ - بنیان‌گذاری کارخانه صنعتی آزمایش[۱]
- ۱۳۶۳ - بمباران پادگان ابوذر توسط هواگردهای جنگنده نیروی هوایی عراق[۲]
- ۱۴۰۲ - واقعه درمانگاه قرآن و عترت قم

## زادروزها
- ۱۳۵۲ - بابک نوری، بازیگر
- ۱۳۷۲ - امیر الوندی‌مهر، از کشته‌شدگان اعتراضات آبان ۱۳۹۸ ایران

## درگذشتگان
- ۱۳۲۹ - حاجعلی رزم‌آرا، از نخست‌وزیران ایران در زمان حکومت محمدرضا پهلوی[۳]
- ۱۳۹۵ - احمد عزیزی، شاعر
- ۱۴۰۱ - حسین آذین، نماینده دوره نهم مجلس شورای اسلامی از حوزه انتخابیه رفسنجان و انار